# Abdoulkader Kamil Mohamed
Abdoulkader Kamil Mohamed (Souali, 1º luglio 1951) è un politico gibutiano.
Dall'aprile 2013 ricopre la carica di Primo ministro di Gibuti.